# Revelation Records
Revelation Records es un sello discográfico independiente, ligado al hardcore punk y géneros similares. Es conocido por lanzar material de bandas como Youth of Today, Warzone, Sick of It All, Quicksand, Side By Side, Chain of Strength, Shelter, Judge, Burn y Gorilla Biscuits.
Revelation –junto a sus lanzamientos de finales de los 80s– se le atribuye la creación y consolidación del sonido youth crew, así como el NYHC (New York hardcore). Sus lanzamientos más vendidos han sido Start Today de Gorilla Biscuits, No Spiritual Surrender de Inside Out y la compilación In-Flight Program.
En los años 90s, el sello lanzó material más variado, desde metalcore con Damnation A.D. y Shai Hulud, a emo con Farside y Texas is the Reason. En 1997 estrenaron el EP People of the Sun de Rage Against the Machine, en vinilo 10". A pesar de que desde los años '00s su actividad ha sido más itinerante, Revelation le ha dado apoyo a nuevas bandas, como Title Fight, The Rival Mob y Down To Nothing.